# NGC 1446
NGC 1446 is een ster in het sterrenbeeld Eridanus. Het hemelobject werd op 8 januari 1877 ontdekt door de Deens-Ierse astronoom Johan Dreyer.